# Italienska synagogan i Istanbul
Italienska synagogan, också känd som Kal de los Frankos, är en synagoga belägen norr om Gyllene hornet i Istanbul, Turkiet. Synagogan uppfördes av de italienska judarna i Istanbul (Comunità Israelitico-Italiana di Istanbul) på 1800-talet. 1931 förstördes den ursprungliga byggnaden och en ny synagoga byggdes på samma plats.